# 吉住健一
吉住 健一（よしずみ けんいち、1972年（昭和47年）4月22日 - ）は、日本の政治家。東京都新宿区長（3期）、特別区長会会長。

## 来歴
東京都新宿区大久保出身。伸びる会幼稚園、新宿区立大久保小学校、新宿区立戸山中学校（現・新宿区立西早稲田中学校）、東京都立広尾高等学校、日本大学法学部法律学科卒業。日本大学法学部雄弁会では幹事長を務めた。日大法学部卒業後、与謝野馨の事務所に秘書として勤務。
2003年、新宿区議会議員に初当選。
2009年7月の東京都議会議員選挙の新宿区選挙区（定数4）において、自由民主党は現職の秋田一郎と吉住の2人を擁立。吉住は4番目の得票数で初当選。秋田は次点で落選した。2013年、再選。
2014年11月9日に行われた新宿区長選挙に立候補し、日本共産党推薦の弁護士の岸松江を破り初当選した。11月24日、区長就任。地元新宿区出身の新宿区長は史上初となった。
2018年11月11日に行われた新宿区長選挙に自民党・公明党の推薦を得て立候補。日本共産党・立憲民主党・自由党・社民党・新社会党・緑の党の支持を受けた野沢哲夫を破り、再選。
2022年11月13日に行われた新宿区長選挙でも自民党・公明党の推薦を受け、元新宿区議会議員の依田花蓮を破り、3選。
※当日有権者数：人 最終投票率：28.05%（前回比：pts）
| 候補者名 | 年齢 | 所属党派 | 新旧別 | 得票数   | 得票率 | 推薦・支持                                                                             |
| -------- | ---- | -------- | ------ | -------- | ------ | -------------------------------------------------------------------------------------- |
| 吉住健一 | 50   | 無所属   | 現     | 52,140票 | 70.36% | 自由民主党・公明党推薦                                                                 |
| 依田花蓮 | 50   | 無所属   | 新     | 21,969票 | 29.64% | 立憲民主党東京都連、社会民主党、日本共産党、れいわ新選組、東京・生活者ネットワーク支持 |

2023年5月15日、特別区長会会長に就任した。

## 新型コロナウイルス感染症対策
- 表面的には第一波が収束したかに見えていた2020年6月1日、親交のあった手塚マキに連絡し、行政機関による新宿歌舞伎町の集団検査と疫学調査のきっかけをつくった[12][13][14]。その結果、接客を伴う飲食店では非常に感染率が高い大規模クラスターが発生していることが明らかとなった[15][16]。これによって、第二波の端緒、および感染者数の統計から隠れやすいというこの感染症の性質がいち早く明確になり、第二波のクラスター対策が極めて早期に開始されることとなった。2020年8月には内閣官房のYouTubeチャンネルに手塚マキと西村康稔大臣と出演し、コロナについて議論を行った[17][18]。

- 2020年11月、都議会最大会派（当時）の都民ファーストの会が新型コロナウイルスの感染者や事業者が就業制限や外出自粛に従わずに感染を広めた場合、過料5万円以下を科すとした条例案を検討していることについて、「（感染者を）犯罪者扱いすることはありえない。保健所の業務としても不可能だ」と強い苦言を呈した。吉住は致死率の高い他の病気で罰則がないのに、新型コロナウイルスの感染だけに罰則を設けることに合理性を感じないとし、「感染させた本人かどうかを（区が管轄する）保健所は証明できない」とも指摘。「現場に取り締まりを一方的に押しつける条例案だと考える。疲弊した地元の保健所を犠牲にして（政党が）パフォーマンスするとすればとんでもない話だ」と批判した[19]。同条例案は他会派からも「感染者差別を助長する」との批判が出ており、最終的に都民ファーストの会は議案提出を断念した[20]。